# Горошко Мирон Петрович
Мирон Петрович Горо́шко (нар. 1 березня 1949, с. Саранчуки Бережанського району Тернопільської області — 29 жовтня 2020) — український учений-лісівник. Кандидат сільськогосподарських наук (1978), доцент (1986), професор (2009), завідувач кафедри лісової таксації та лісовпорядкування НЛТУ України.

## Життєпис
1970 року закінчив Львівський лісотехнічний інститут (тепер — НЛТУ України, Львів) за спеціальністю «Лісове господарство», кваліфікація — «Інженер лісового господарства».
Від 1971 року — інженер-таксатор Іркутської лісовпорядкувальної експедиції Східносибірського лісовпорядкувального підприємства. Служив у лавах Радянської армії.
У Львівському лісотехнічному інституті — з кінця 1972 року як старший лаборант кафедри лісової таксації.
1974—1977 pоки — навчання в аспірантурі ЛЛТІ. З 1978 року — асистент кафедри лісової таксації та лісовпорядкування, з 1984 року — доцент, з 2009 року — професор цієї кафедри.
1978 року захистив кандидатську дисертацію у Ленінградській лісотехнічній академії (тепер — Санкт-Петербурзька лісотехнічна академія).
1988 року обраний завідувачем кафедри лісової таксації та лісовпорядкування, де працює досі, готуючи фахівців за напрямком «Лісове і садово-паркове господарство».
Основні наукові інтереси — дослідження теорії і практики біометричної оцінки лісів, методології морфолого-таксаційної структури лісостанів України.
Викладав навчальні дисципліни: лісова таксація, біометрія.
Помер 29 жовтня 2020 року.

### Основні наукові праці
- Горошко М. П. Генеза ідеї неперервного лісокористування та її використання в організації лісового господарства // Матеріали регіональної науково-практичної конференції, Ужгород, 16.12.1997 р. Ужгород, «Патент», 1998. — С. 195-199.
- Горошко М. П. Проблеми та перспективи розвитку лісового господарства // Збірник науково-технічних праць. — Львів: УкрДЛТУ, 1998. — Вип. 9.2. — С. 19-24.
- Горошко М. П., Миклуш С. І., Хомюк П. Г. Лісова біометрія: Практикум. — Львів: УкрДЛТУ, 1999. — 108 с.
- Горошко М. П., Хомюк П. Г. Лісова таксація: Практикум. — Львів: УкрДЛТУ, 2000. — 132 с.
- Зеленський М. Н., Горошко М. П. Лісоінвентаризація: Практикум. — Львів: УкрДЛТУ, 2003. — 44 с.
- Горошко М. П., Миклуш С. І., Хомюк П. Г. Біометрія: Навчальний посібник. — Львів: Камула, 2004. — 236 с.
- Миклуш С. І., Горошко М. П., Часковський О. Г. Геоінформаційні системи в лісовому господарстві: Навчальний посібник. — Львів: Камула, 2007. — 128 с.
- Горошко М. П., Дзядевич Б. М., Ільків І. С. Лісовий кадастр: Навчальний посібник. — Львів: РВВ НЛТУ України, 2008. — 186 с.
- Каганяк Ю., Строчинський А. А., Горошко М. П. Парколісовпорядкування: Навчальний посібник. — Львів: РВВ НЛТУ України, 2009. — 256 с.
- Сабан Я. А., Горошко М. П. и др. Строение, ход роста и динамика товарной структуры древостоев основных лесообразующих пород по типам леса и с лесоводственным районированием. — Львов, 1977. — 103 с.